# Nearctaphis vera
Nearctaphis vera är en insektsart. Nearctaphis vera ingår i släktet Nearctaphis och familjen långrörsbladlöss. Enligt den finländska rödlistan är arten starkt hotad i Finland. Artens livsmiljö är åsmoskogar. Inga underarter finns listade i Catalogue of Life.